# Mike Kluge

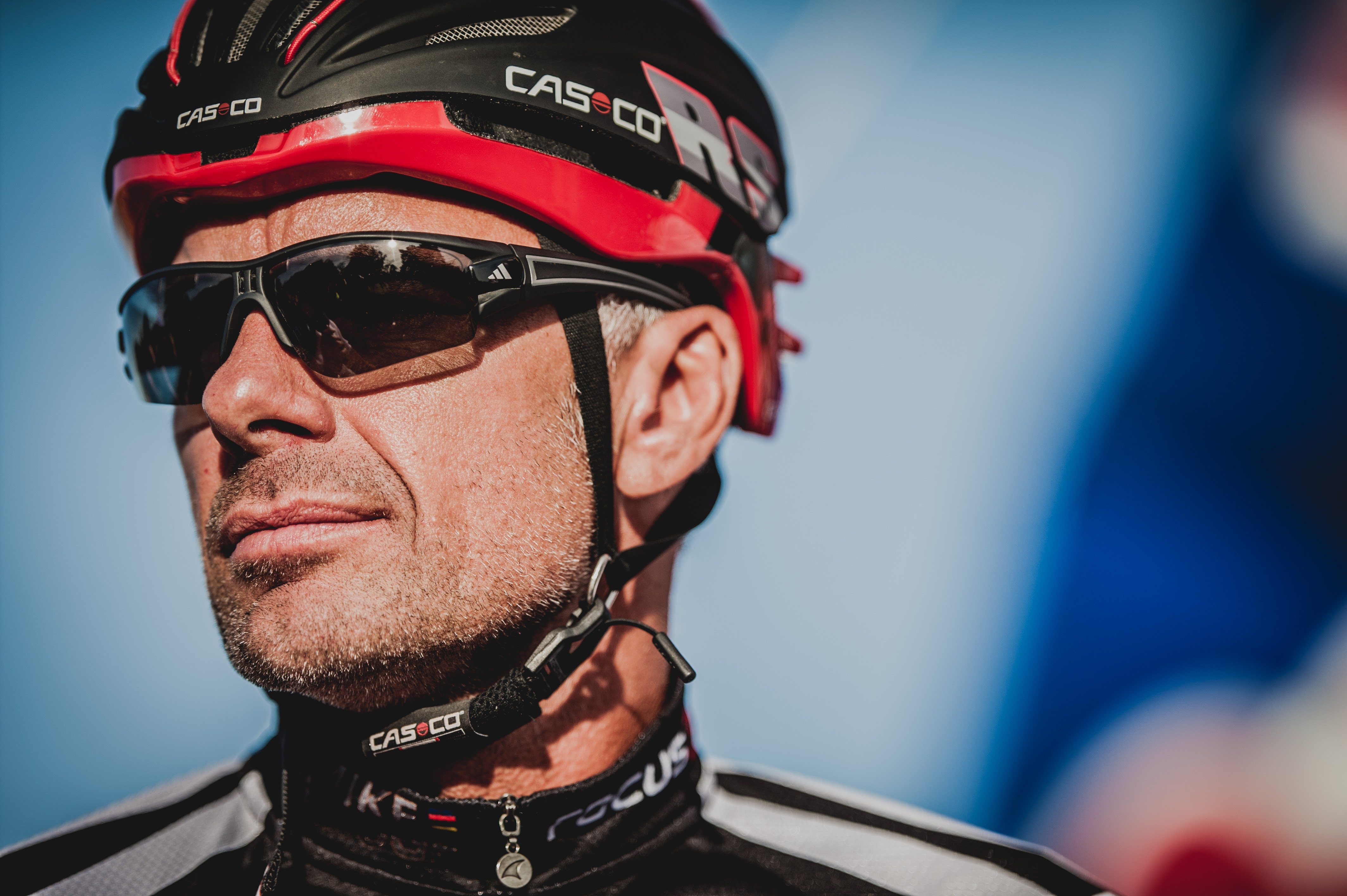
Mike Kluge 2015

Mike Kluge (* 25. September 1962 in West-Berlin) ist ein ehemaliger deutscher Radrennfahrer und mehrfacher nationaler Meister im Radsport.

## Sportliche Laufbahn
Kluge begann 1978 mit dem Radsport. Er war in den 1980er und 1990er Jahren  mehrfacher Deutscher Meister und Weltmeister im Cyclocross, zu Deutsch Querfeldeinrennen, und wurde 1990 Gesamtsieger beim Mountainbike-Weltcup. Kluge war auch im Straßenradsport aktiv und mehrere Jahre lang Mitglied der Nationalmannschaft.
Mit Beginn der Cross-Saison 2005/2006 wurde er Teamchef des Team FOCUS. Seit Dezember 2005 ist Kluge außerdem Funktionär in der Union Cycliste International (UCI).

## Berufliches
Mike Kluge ist Gründer der Firma Focus-Bikes und deren Development Manager. 2007 kommentierte Mike Kluge zusammen mit Timon Saatmann in Sat.1 die Tour de France.

## Erfolge
- Berliner Meister Jugend Cyclocross 1978
- Berliner Meister Junioren Cyclocross 1979
- Sieger Rollbergrennen in Berlin, Straße. 1980
- Gesamtsieger Schleswig-Holstein-Rundfahrt, Straße. 1983
- Etappensieger Rheinland-Pfalz-Rundfahrt, Hessen, Rundfahrt Straße. 1983
- Deutscher Meister Cyclocross Amateure 1984, 1985, 1986, 1987 und 1988
- 1985 Weltmeister Cyclocross Amateure in München
- 1987 Weltmeister Cyclocross Amateure in Mladá Boleslav

Ende 1988: Wechsel ins Profilager
- Deutscher Meister Cyclocross Profis 1989, 1990, 1991, 1992, 1993 und 1996
- Weltmeister Cyclocross Profis 1992
- Vize-Weltmeister Cyclocross Profis 1993
- Deutscher Meister MTB 1993
- Weltcupsiege in Bassano/I und Houffalize/BEL 1993
- Sieger MTB Marathon St. Wendel 1995
- Deutscher Vize-Meister MTB 1997
- Sieger MTB Marathon in Kirchzarten 1997 und 1998